# FC Internazionale Milano
Football Club Internazionale Milano, mai cunoscut ca Internazionale sau Inter, este un club de fotbal din Milano, Italia, care evoluează în Serie A. În afara Italiei clubul este denumit și Inter Milano. Inter este singura echipă italiană care a participat la toate edițiile campionatului național Serie A de la fondarea acestuia în ediția 1929-30, și a devenit campioană de 20 de ori.
Echipamentul tradițional al echipei este alcătuit din tricouri cu dungi verticale negre și albastre și șorturi negre. Clubul a câștigat 37 de trofee naționale: douăzeci de campionate (scudetto), nouă cupe și opt Supercupe ale Italiei. La nivel internațional a câștigat de trei ori Cupa Campionilor Europeni/Liga Campionilor; primele două titluri au fost câștigate consecutiv în 1964 și 1965, iar cel de-al treia 45 de ani mai târziu în 2010. Clubul a câștigat, de asemenea, trei Cupe UEFA în 1991, 1994 și 1998, două Cupe Intercontinentale în 1964 și 1965 și Campionatul Mondial al Cluburilor FIFA în anul 2010.
Inter joacă meciurile de acasă pe cel mai mare stadion din Italia, Giuseppe Meazza (numit și San Siro) și se antrenează la Centrul Sportiv Angelo Moratti (cunoscut și ca La Pinetina), un centru de antrenament la 30 de km distanță în Appiano Gentile, aproape de Como.

## Numele clubului
- 1908 - Football Club Internazionale
- 1928 - Associazione Sportiva Ambrosiana
- 1931 - Associazione Sportiva Ambrosiana-Inter
- 1945 - Football Club Internazionale
- 1967 -  Football Club Internazionale Milano S.p.A..

## Palmares

### Titluri naționale
Serie A:
- Campioni (20): 1909–10, 1919–20, 1929–30, 1937–38, 1939–40, 1952–53, 1953–54, 1962–63, 1964–65, 1965–66, 1970–71, 1979–80, 1988–89, 2005–06, 2006–07, 2007–08, 2008–09, 2009–10, 2020–21, 2023-24
- Locul secund (15): 1932–33, 1933–34, 1934–35, 1940–41, 1948–49, 1950–51, 1961–62, 1963–64, 1966–67, 1969–70 1992–93, 1997–98, 2002–03, 2010–11, 2021-2022, 2024-2025

Cupa Italiei:
- Câștigători (9): 1938–39, 1977–78, 1981–82, 2004–05, 2005–06, 2009–10, 2010–11, 2021–22, 2022–23
- Finaliști (6): 1958–59, 1964–65, 1976–77, 1999–00, 2006–07, 2007–08

Supercupa Italiei:
- Câștigători (8): 1989, 2005, 2006, 2008, 2010, 2021, 2022, 2023
- Finaliști (3): 2000, 2007, 2009, 2011

#### Titluri internaționale
Sunt incluse doar titlurile recunoscute de UEFA și FIFA.

##### Titluri europene
Cupa Campionilor Europeni/ UEFA Champions League:
- Câștigători (3): 1963–64, 1964–65, 2009-10;
- Finaliști (4): 1966–67, 1971–72, 2022-23, 2024-25

Cupa UEFA/ UEFA Europa League:
- Câștigători (3): 1990–91, 1993–94, 1997–98
- Finaliști (2): 1996–97, 2019-2020

Cupa Mitropa:
- Finaliști (1): 1932–33

#### Titluri internaționale
Cupa Intercontinentală
- Câștigători (2): 1964, 1965

Campionatul Mondial al Cluburilor FIFA
- Câștigători (1): 2010

## Lotul actual
La 12 august 2025.
| Nr. |               | Poziție | Jucător                    |
| --- | ------------- | ------- | -------------------------- |
| 1   | Elveția       | P       | Yann Sommer                |
| 2   | Țările de Jos | F       | Denzel Dumfries            |
| 6   | Țările de Jos | F       | Stefan de Vrij             |
| 7   | Polonia       | M       | Piotr Zieliński            |
| 8   | Croația       | M       | Petar Sučić                |
| 9   | Franța        | A       | Marcus Thuram              |
| 10  | Argentina     | A       | Lautaro Martínez (căpitan) |
| 11  | Brazilia      | M       | Luis Henrique              |
| 12  | Italia        | P       | Raffaele Di Gennaro        |
| 13  | Spania        | P       | Josep Martínez             |
| 14  | Franța        | A       | Ange-Yoan Bonny            |
| 15  | Italia        | F       | Francesco Acerbi           |
| 16  | Italia        | M       | Davide Frattesi            |
| 20  | Turcia        | M       | Hakan Çalhanoğlu           |

| Nr. |           | Poziție | Jucător                       |
| --- | --------- | ------- | ----------------------------- |
| 21  | Albania   | M       | Kristjan Asllani              |
| 22  | Armenia   | M       | Henrikh Mkhitaryan            |
| 23  | Italia    | M       | Nicolò Barella (vice-căpitan) |
| 28  | Franța    | F       | Benjamin Pavard               |
| 30  | Brazilia  | F       | Carlos Augusto                |
| 31  | Germania  | F       | Yann Aurel Bisseck            |
| 32  | Italia    | F       | Federico Dimarco              |
| 36  | Italia    | F       | Matteo Darmian                |
| 42  | Argentina | F       | Tomás Palacios                |
| 59  | Polonia   | M       | Nicola Zalewski               |
| 94  | Italia    | A       | Francesco Pio Esposito        |
| 95  | Italia    | F       | Alessandro Bastoni            |
| 99  | Iran      | A       | Mehdi Taremi                  |

### Jucători împrumutați
| Nr. |           | Poziție | Jucător                                              |
| --- | --------- | ------- | ---------------------------------------------------- |
|     | Italia    | F       | Mike Aidoo (la Pergolettese până pe 30 iunie 2026)   |
|     | Argentina | F       | Franco Carboni (la Empoli până pe 30 iunie 2026)     |
|     | Nigeria   | M       | Ebenezer Akinsanmiro (la Pisa până pe 30 iunie 2026) |

| Nr. |           | Poziție | Jucător                                                 |
| --- | --------- | ------- | ------------------------------------------------------- |
|     | Argentina | M       | Valentín Carboni (la Genoa până pe 30 iunie 2026)       |
|     | Italia    | A       | Giacomo De Pieri (la Juve Stabia până pe 30 iunie 2026) |
|     | Italia    | A       | Sebastiano Esposito (la Cagliari până pe 30 iunie 2026) |

## Istoricul antrenorilor
| Nume                           | Naționalitate | Ani       |
| ------------------------------ | ------------- | --------- |
| Virgilio Fossati               | Italia        | 1909–1915 |
| Nino Resegotti Francesco Mauro | Italia        | 1919–1920 |
| Bob Spotishwood                | Anglia        | 1922–1924 |
| Paolo Schiedler                | Italia        | 1924–1926 |
| Árpád Weisz                    | Ungaria       | 1926–1928 |
| József Viola                   | Ungaria       | 1928–1929 |
| Árpád Weisz                    | Ungaria       | 1929–1931 |
| István Tóth                    | Ungaria       | 1931–1932 |
| Árpád Weisz                    | Ungaria       | 1932–1934 |
| Gyula Feldmann                 | Ungaria       | 1934–1936 |
| Albino Carraro                 | Italia        | 1936      |
| Armando Castellazzi            | Italia        | 1936–1938 |
| Tony Cargnelli                 | Austria       | 1938–1940 |
| Giuseppe Peruchetti            | Italia        | 1940      |
| Italo Zamberletti              | Italia        | 1941      |
| Ivo Fiorentini                 | Italia        | 1941–1942 |
| Giovanni Ferrari               | Italia        | 1942–1945 |
| Carlo Carcano                  | Italia        | 1945–1946 |
| Nino Nutrizio                  | Italia        | 1946      |
| Giuseppe Meazza                | Italia        | 1947–1948 |
| Carlo Carcano                  | Italia        | 1948      |
| Dai Astley                     | Țara Galilor  | 1948      |
| Giulio Cappelli                | Italia        | 1949–1950 |
| Aldo Olivieri                  | Italia        | 1950–1952 |
| Alfredo Foni                   | Italia        | 1952–1955 |
| Aldo Campatelli                | Italia        | 1955      |
| Giuseppe Meazza                | Italia        | 1955–1956 |
| Annibale Frossi                | Italia        | 1956      |
| Luigi Ferrero                  | Italia        | 1957      |
| Giuseppe Meazza                | Italia        | 1957      |
| Jesse Carver                   | Anglia        | 1957–1958 |
| Giuseppe Bigogno               | Italia        | 1958      |
| Aldo Campatelli                | Italia        | 1959–1960 |
| Camillo Achilli                | Italia        | 1960      |
| Giulio Cappelli                | Italia        | 1960      |
| Helenio Herrera                | Argentina     | 1960–1968 |

| Nume                          | Naționalitate | Ani       |
| ----------------------------- | ------------- | --------- |
| Alfredo Foni                  | Italia        | 1968–1969 |
| Heriberto Herrera             | Paraguay      | 1969–1971 |
| Giovanni Invernizzi           | Italia        | 1971–1973 |
| Enea Masiero                  | Italia        | 1973      |
| Helenio Herrera               | Argentina     | 1973      |
| Enea Masiero                  | Italia        | 1974      |
| Luis Suárez                   | Spania        | 1974–1975 |
| Giuseppe Chiappella           | Italia        | 1976–1977 |
| Eugenio Bersellini            | Italia        | 1977–1982 |
| Rino Marchesi                 | Italia        | 1982–1983 |
| Luigi Radice                  | Italia        | 1983–1984 |
| Ilario Castagner              | Italia        | 1984–1986 |
| Mario Corso                   | Italia        | 1986      |
| Giovanni Trapattoni           | Italia        | 1986–1991 |
| Corrado Orrico                | Italia        | 1991      |
| Luis Suárez                   | Spania        | 1992      |
| Osvaldo Bagnoli               | Italia        | 1992–1994 |
| Giampiero Marini              | Italia        | 1994      |
| Ottavio Bianchi               | Italia        | 1994–1995 |
| Luis Suárez                   | Spania        | 1995      |
| Roy Hodgson                   | Anglia        | 1995–1997 |
| Luciano Castellini            | Italia        | 1997      |
| Luigi Simoni                  | Italia        | 1997–1998 |
| Mircea Lucescu                | România       | 1999      |
| Luciano Castellini            | Italia        | 1999      |
| Roy Hodgson                   | Anglia        | 1999      |
| Marcello Lippi                | Italia        | 1999–2000 |
| Marco Tardelli                | Italia        | 2000–2001 |
| Héctor Raul Cúper             | Argentina     | 2001–2003 |
| Corrado Verdelli              | Italia        | 2003      |
| Alberto Zaccheroni            | Italia        | 2003–2004 |
| Roberto Mancini               | Italia        | 2004–2008 |
| José Mourinho                 | Portugalia    | 2008–2010 |
| Rafael Benitez                | Spania        | 2010      |
| Leonardo Nascimento de Araújo | Brazilia      | 2011      |
| Gian Piero Gasperini          | Italia        | 2011      |
| Claudio Ranieri               | Italia        | 2011-2012 |

| Nume                | Naționalitate | Ani       |
| ------------------- | ------------- | --------- |
| Andrea Stramaccioni | Italia        | 2012-2013 |
| Walter Mazzari      | Italia        | 2013-2014 |
| Roberto Mancini     | Italia        | 2014-2016 |
| Frank de Boer       | Țările de Jos | 2016      |
| Stefano Vecchi      | Italia        | 2016      |
| Stefano Pioli       | Italia        | 2016-2017 |
| Stefano Vecchi      | Italia        | 2017      |
| Luciano Spalletti   | Italia        | 2017–2019 |
| Antonio Conte       | Italia        | 2019–2021 |
| Simone Inzaghi      | Italia        | 2021-2025 |
| Cristian Chivu      | România       | 2025-     |